# Gottlieb von Ehrhart
Gottlieb Ehrhart, seit 1800 Gottlieb von Ehrhart (* 30. Juli 1763 in Memmingen; † 8. Juli 1826 ebenda) war ein deutscher Mediziner.

## Leben
Gottlieb von Ehrhart entstammte einer Medizinerfamilie und war der Sohn des Arztes und Physikus Jodocus Ehrhart. 1800 wurde sein Vater, unter Einbeziehung seiner Nachkommen, in den Adelsstand erhoben; das Adelsdiplom wurde 1816 bestätigt.
Sein Großvater war der Mediziner und Apotheker Balthasar Ehrhart.
Er war verheiratet und hatte mehrere Kinder.
Von 1769 bis 1779 besuchte er das Lyzeum in Memmingen und wurde dazu von seinem Vater medizinisch vorgebildet.
Von September 1780 bis März 1782 besuchte er das Collegium Carolinum in Zürich und hörte Vorlesungen in Philologie und Philosophie unter anderem bei Johann Jakob Steinbrüchel, Johann Jakob Hottinger und Salomon Schinz (1734–1784). Weiterhin wurden ihm anatomische Kenntnisse durch Johann Heinrich Rahn vermittelt.
Nach seiner Rückkehr nach Memmingen wurde er weiter durch seinen Vater ausgebildet, der durch die praktische Ausbildung die Grundlagen zur Tätigkeit als Arzt und Geburtshelfer legte.
Im April 1783 reiste er an die Universität Göttingen und hörte Vorlesungen über Physik bei Georg Christoph Lichtenberg, über Botanik bei Johann Friedrich Gmelin, über Anatomie, Physiologie und Geburtshilfe bei Heinrich August Wrisberg, über allgemeine Pathologie und Arzneimittellehre bei Johan Andreas Murray, über spezielle Pathologie bei Ernst Johann Friedrich Stromeyer (1750–1830), über Semiotik, spezielle Therapie und Chirurgie bei August Gottlieb Richter, über gerichtliche Medizin und medizinische Polizei bei Johann Peter Frank sowie über die Geschichte der Medizin bei Johann Friedrich Blumenbach. Im Geburtshaus in Göttingen half er in der praktischen Geburtshilfe, und der Vorsteher des Hauses vertraute ihm, während seiner Abwesenheit, die Leitung des Instituts an.
Von Göttingen reiste er im Oktober 1784 weiter nach Kassel und ließ sich in der praktischen Geburtshilfe bei Georg Wilhelm Stein unterweisen und 1785 reiste er weiter nach Wien und erhielt klinischen Unterricht bei Maximilian Stoll.
1785 promovierte er zum Dr. med. an der Universität Erlangen und kehrte darauf nach Memmingen zurück. 
Er wurde als Physicus extraordinarius und Lehrer der Hebammen und der studierenden Wundärzte in Memmingen angestellt. 1789 ernannte ihn der Reichsgraf Fugger-Babenhausen zum Landschaftsphysikus und im darauffolgenden Jahr zum ordentlichen Physikus und Mitglied des medizinischen Kollegiums in Memmingen. Nachdem Memmingen an Bayern gefallen und die Baierische Provinz Schwaben gebildet worden war, blieb er in seiner Anstellung.
Nach der Einsetzung eines Kreis- und Stadtgerichts in Memmingen, erhielt er eine Anstellung als Kreis- und Stadtgerichtsarzt.
Er war der erste Arzt, der die Kuhpockenimpfung in Memmingen einführte.
Seinen Nekrolog schrieb Johann Evangelist Wetzler, der mit ihm zwanzig Jahre in einem freundschaftlichen Briefwechsel stand.

## Ehrungen und Auszeichnungen
Gottlieb von Ehrhart erhielt für seine Schriften vom russischen Kaiser Alexander I. und vom Kaiser von Österreich mehrere Brillantringe sowie vom König von Preußen, Friedrich Wilhelm III. und vom König von Bayern, Maximilian I. Joseph goldene Medaillen.

## Schriften (Auswahl)
- Dissertatio Inauguralis medica de asphyxia neophytorum. Erlangen, 1785 (Digitalisat).
- Darstellung der Gründe für und gegen die Blatternimpfung. Memmingen, 1789.
- Ueber die Kuhpockenimpfung und ihre Empfehlung. 1801 (Digitalisat).
- Resultate der Kuhpocken- oder Schutzpockenimpfungen unserer Vaterstadt Memmingen. 1801.
- Sendschreiben an die Herren Geistlichen zur Beförderung der Schußpockenimpfung. 1801.
- Sammlung von Beobachtungen und Aufsätzen über Gegenstände aus der Arzneikunde, und Arzneikunst und Entbindungslehre. 
  - Band 1. Nürnberg. 1803 (Digitalisat).
  - Band 2.
- Magazin für die technische Heilkunde, öffentliche Arzneiwissenschaft und medicinische Gesetzgebung. Ulm, 1805 (Digitalisat).
- Physikalisch-medicinische Topographie der königlich baierischen Stadt Memmingen im Illerkreise. 1813 (Digitalisat).
- Kurze Geschichte der königlich baierischen Stadt Memmingen im Illerkreis: nebst 6 Tabellen über die Gebornen, Getrauten und Gestorbenen. Memmingen, 1813 (Digitalisat).
- Entwurf eines physikalisch-medicinischen Polizeigesetzbuches und eines gerichtlichen Medicinalcodex.
  - Band 1.
  - Band 2. Magdeburg und Leipzig, 1821 (Digitalisat).
  - Band 3. Augsburg und Leipzig, 1821 (Digitalisat).
  - Band 4.